# Caílte mac Rónáin
Caílte (en irlandés moderno Caoilte) mac Rónáin era sobrino de Fionn mac Cumhail y miembro de los fianna en el Ciclo Feniano de mitología irlandesa. Puede correr a gran velocidad y comunicarse con animales, y era un gran narrador. Algunos poemas del ciclo Feniano se atribuyen a Caílte.
En el cuento irlandés Finn y Gráinne, su ascendencia está dada como "hijo de Oisgen o Conscen, el hijo del Herrero de Múscraige Dobrut; un hijo de la hija Cumall."
Según Cath Gabhra (La Batalla de Gabhra), Caílte y Oisín son los únicos miembros de los fianna que sobreviven a la batalla final. Son ambas figuras centrales en el cuento Acallam na Senórach (Coloquio de los Antiguos), en que sobreviven hasta la época cristiana y recuentan cuentos de los Fianna a un recién llegado San Patricio.